# 大鷹弘
大鷹 弘（おおたか ひろし、1928年2月25日 – 2001年4月21日）は、日本の外交官。駐ビルマ（ミャンマー）大使、法務省入国管理局長などを務めた。父は外交官の大鷹正次郎、妻は女優で参議院議員を務めた大鷹淑子。双子の弟、大鷹正、正の子である大鷹正人も外交官である。

## 来歴・人物
東京府出身。父親の転勤で青島第二小学校を5年終了で東京に移り、東京市立番町尋常小学校に転校する。旧制武蔵高等学校を経て、1950年東京大学法学部卒業後、1951年に外務省に入省する。ベルギー公使、フィジー、スリランカ各大使などを歴任し、1987年から1990年まで駐ビルマ（ミャンマー）大使を務めた。
2001年4月21日午前11時21分、肺炎のため、東京都足立区の病院で死去。73歳没。